# Seia
Seia ('sɐiɐ) è una città e un comune portoghese di 28 144 abitanti situato nel distretto di Guarda.

## Società

### Evoluzione demografica
| Popolazione di Seia (1801 – 2004) | Popolazione di Seia (1801 – 2004) | Popolazione di Seia (1801 – 2004) | Popolazione di Seia (1801 – 2004) | Popolazione di Seia (1801 – 2004) | Popolazione di Seia (1801 – 2004) | Popolazione di Seia (1801 – 2004) | Popolazione di Seia (1801 – 2004) | Popolazione di Seia (1801 – 2004) |
| --------------------------------- | --------------------------------- | --------------------------------- | --------------------------------- | --------------------------------- | --------------------------------- | --------------------------------- | --------------------------------- | --------------------------------- |
| 1801                              | 1849                              | 1900                              | 1930                              | 1960                              | 1981                              | 1991                              | 2001                              | 2004                              |
| 9993                              | 14557                             | 31929                             | 31283                             | 34436                             | 31352                             | 30362                             | 28144                             | 27574                             |

## Freguesias
- Alvoco da Serra
- Cabeça
- Carragozela
- Folhadosa
- Girabolhos
- Lajes
- Lapa dos Dinheiros
- Loriga
- Paranhos da Beira
- Pinhanços (área urbana de Seia)
- Sabugueiro
- Sameice
- Sandomil
- Santa Comba
- Santa Eulália
- Santa Marinha (área urbana de Seia)
- Santiago (área urbana de Seia)
- São Martinho (área urbana de Seia)
- São Romão (área urbana de Seia)
- Sazes da Beira
- Seia
- Teixeira
- Torrozelo
- Tourais
- Travancinha
- Valezim
- Várzea de Meruge
- Vide
- Vila Cova à Coelheira